# Ishpeming Fire Tower
L'Ishpeming Fire Tower est une tour de guet du comté de Keweenaw, dans le Michigan, aux États-Unis. Située sur l'Isle Royale au sommet de l'Ishpeming Point, le long du Greenstone Ridge Trail, elle est protégée au sein du parc national de l'Isle Royale. Elle est par ailleurs inscrite au Registre national des lieux historiques depuis le 5 janvier 2021.